# Coucou de l'Himalaya
Cuculus saturatus
Espèce
Statut de conservation UICN

 LC  : Préoccupation mineure

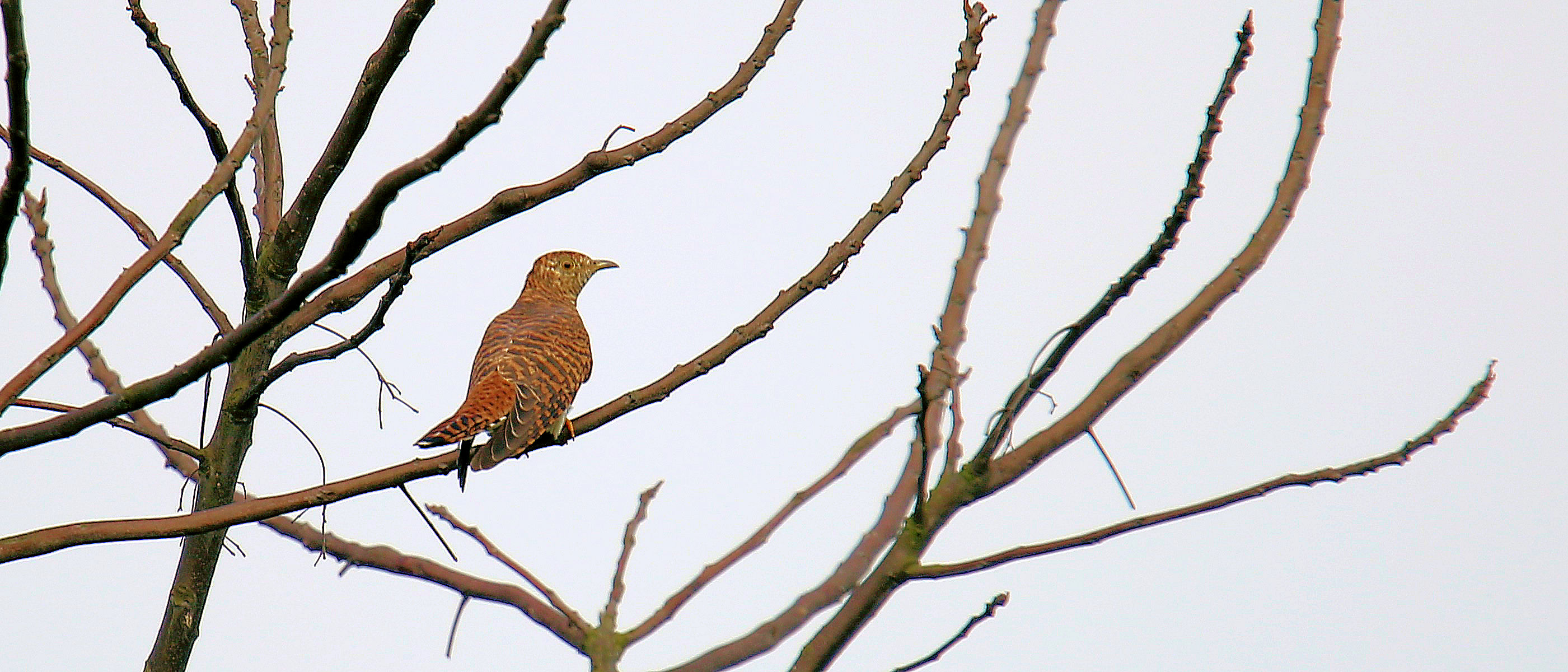
Coucou de l'Himalaya (La femelle)

Le Coucou de l'Himalaya, .Coucou oriental ou Coucou d'Orient  (Cuculus saturatus), parfois coucou de Blyth, est une espèce de coucou, oiseau de la famille des Cuculidae.
C'est une espèce monotypique (non subdivisée en sous-espèces), issue de la séparation en 2005 de ce taxon en trois espèces (Cuculus saturatus, Cuculus lepidus et Cuculus optatus).

## Aire de répartition
Au printemps, pour la nidification, le coucou de l'Himalaya s'installe au pied de l'Himalaya  jusqu'au sud de la Chine et à Taïwan.
En automne, il émigre en Asie du Sud-Est.

## Habitat
Le coucou de l'Himalaya vit au printemps et en été dans des forêts de conifères, de bouleaux et dans les forêts de montagne ou des steppes parsemées de buissons.
En automne et hiver, il vit dans les forêts tropicales.

## Description
Le coucou de l'Himalaya mesure 32-33 cm de long.

## Reproduction
Le coucou de l'Himalaya est un parasite dont la femelle pond sa quinzaine d'œufs blancs ou brun clair et les dépose un à un dans les nids étrangers d'autres oiseaux, généralement des gobe-mouches, pie-grièches ou zostérops. Ensuite les œufs sont couvés par les parents nourriciers puis ceux-ci nourrissent d'insectes et de larves le jeune coucou.